# Сарапхана
Сарапхана (каз. Сарапхана, до 2019 г. — Шарапхана, до 1993 г. — Каратас) — село в Казыгуртском районе Туркестанской области Казахстана. Административный центр Сарапханского сельского округа. Код КАТО — 514057100.

## Население
В 1999 году население села составляло 3897 человек (1946 мужчин и 1951 женщина). По данным переписи 2009 года, в селе проживал 3901 человек (1978 мужчин и 1923 женщины).